# 金平鈺
金 平鈺（キム・ピョンオク、1935年2月22日 - ）は、大韓民国出身のバスケットボール選手・指導者。

## 来歴
韓国空軍、専売庁でプレーし、1969年から専売庁のヘッドコーチを務める。その後ソウル信託銀行、韓国化粧品のヘッドコーチを経て、1993年にジャパンエナジー（当時は日鉱共石）の技術顧問に就任、翌1994年からヘッドコーチを務める。第2回Wリーグ優勝、オールジャパン優勝5回（1994年、1996年、1997年、1998年、2000年）を成し遂げ、2001年、内海知秀にヘッドコーチ職を譲り技術顧問に就任、2004年にチームを離れた。2005年、アイシン・エィ・ダブリュ ウィングスのヘッドコーチに就任。2010年、加藤雅規にヘッドコーチ職を譲り技術顧問に就任。
2016年、富士通レッドウェーブテクニカルアドバイザーに就任。